# فلوئنت
نرم‌افزار فلوئنت (به انگلیسی: FLUENT)، یک نرم‌افزار مهندسی به کمک رایانه در زمینه دینامیک سیالات محاسباتی (CFD) برای مدل کردن جریان سیال و انتقال حرارت در هندسه‌های پیچیده می‌باشد. این نرم‌افزار امکان تغییر شبکه، به صورت کامل و تحلیل جریان با شبکه‌های غیرساخت‌یافته برای هندسه‌های پیچیده را فراهم می‌سازد. نوع مش‌های قابل تولید و دریافت توسط این گروه نرم‌افزاری شامل شبکه‌هایی با المان‌های مثلثی و چهارضلعی (برای هندسه‌های دوبعدی) و چهاروجهی، شش وجهی، هرمی یا گوه‌ای (برای هندسه‌های سه‌بعدی) می‌باشد. همچنین فلوئنت به کاربر اجازهٔ بهبود شبکه (مثلا ریز کردن یا درشت کردن شبکه در مرزها و مکان‌های لازم در هندسه) را می‌دهد.
این بهینه‌سازی برای حل و شبکه، قابلیتی در اختیار کاربر قرار می‌دهد که نتایج را در ناحیه‌هایی که دارای گردابه‌های بزرگ (مانند لایهٔ مرزی و ...) باشند، دقیق‌تر سازد. این قابلیت‌ها مدت زمانی را که برای تولید یک شبکهٔ خوب احتیاج می‌باشد در مقایسه با حل در شبکه‌های ساخت‌یافته به صورت قابل ملاحظه‌آی کاهش می‌دهد.
این نرم‌افزار با زبان برنامه‌نویسی C (سی) نوشته شده است و از تمامی توان و قابلیت انعطاف این زبان بهره می‌برد. نتیجتاً این نرم‌افزار استفاده از حافظهٔ دینامیک، ساختار مناسب داده‌ها و اطلاعات و کنترل انعطاف‌پذیر محاسبات را ممکن می‌سازد.
این نرم‌افزار تا نسخه ۶٫۳ محصول شرکت FLUENT Inc بوده اما بعد از خریداری نرم‌افزار در سال ۲۰۰۶ توسط شرکت ANSYS Inc به ANSYS FLUENT تغییر نام داده و در سال ۲۰۰۹ از نسخه ۶٫۳ به نسخه ۱۲٫۰ ارتقاء پیدا کرد. در حال حاضر فلوئنت در بسته نرم افزاری انسیس با عنوان Ansys Workbench قرار دارد . در این بسته نرم افزاری می توانید انواع مختلفی از مسئله را به صورت کوپل شده حل کرد.

## ساختار نرم‌افزار
گروه نرم‌افزاری فلوئنت دربرگیرندهٔ محصولات زیر می‌باشد:
- FLUENT: حل گر؛ (solver)
- GAMBIT: پیش‌پردازندهٔ اصلی که امکان تولید هندسه و شبکه مش مدل را فراهم می‌کند؛ (pre processor)
- TGrid: پیش‌پردازندهٔ کمکی که امکان تولید مش‌های حجمی را فراهم می‌کند؛ (pre processor)
- prePDF: پیش‌پردازنده برای مدل کردن احتراق در فلوئنت؛(pre processor)
- فیلترها: برای وارد کردن (یا خارج کردن) فایل‌ها به (یا از) فلوئنت از مش‌هایی با المان‌های سطحی و حجمی از نرم‌افزارهای CAE/CAD (مانند نرم‌افزارهای ANSYS، SolidWorks، ABAQUS و ...)

همچنین می‌توان از نرم‌افزار پیش‌پردازندهٔ Tgrid برای تولید مش‌های مثلثی و مش‌های حجمی چهار وجهی و شش وجهی از مش‌های مرزی موجود (که توسط نرم‌افزار گمبیت یا توسط نرم‌افزارهای رشته مکانیک شاخه CAD و CAE به وجود آمده‌اند) استفاده کرد.
همچنین ممکن است شبکه توسط نرم‌افزارهای ANSYS، یا I-DEAS یا MSC/ARIES ،MCS/PATRAN، MSC/NASTRAN تولید شود.
توجه: Grid یا شبکه، چیزی شبیه به مش (Mesh) می‌باشد و این دو کلمه ممکن است به جای هم به کار روند.

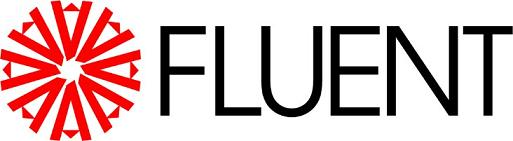
لوگوی برنامه FLUENT

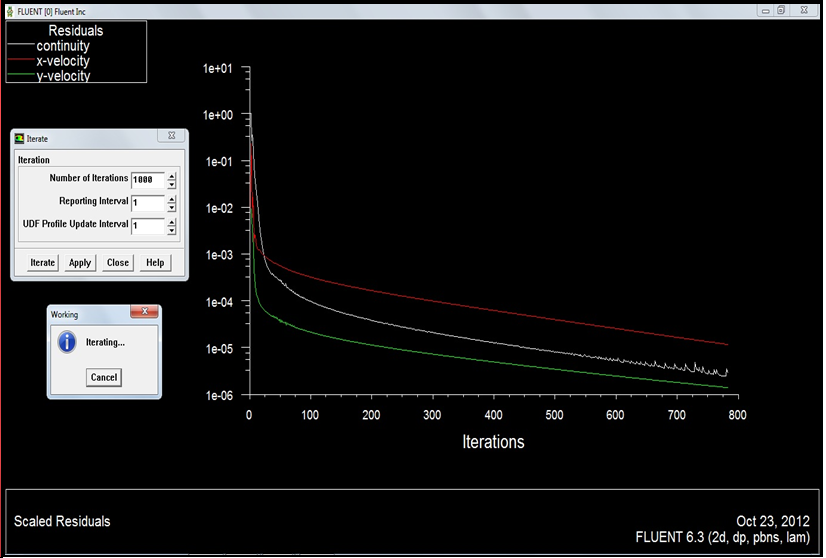
تصویری از محیط نرم‌افزار Fluent

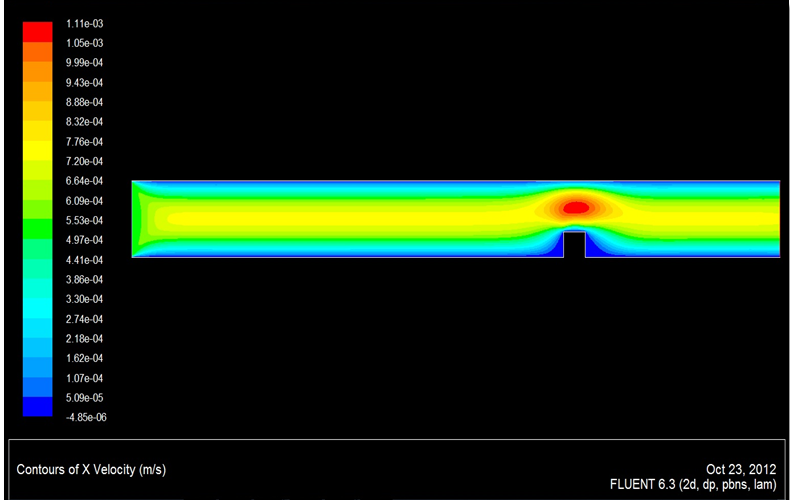
تصویری از خروجی نرم‌افزار Fluent

## قابلیت‌ها و توانایی‌های نرم‌افزار فلوئنت
نرم‌افزار فلوئنت قابلیت شبیه‌سازی و مدل کردن موارد زیر را دارد:
- جریان در هندسه‌های پیچیدهٔ دوبعدی و سه‌بعدی با به کار بردن محاسبات غیرساخت‌یافته و بهینه‌سازی و حل شبکه
- جریان تراکم‌پذیر و تراکم‌ناپذیر
- تحلیل جریان پایا (Steady) یا گذرا (Transient)
- جریان‌های لزج، آرام و متلاطم
- سیال‌های نیوتنی و غیرنیوتنی
- انتقال حرارت جابجایی شامل جابجایی آزاد یا اجباری
- ترکیب انتقال حرارت جابجایی/هدایتی
- انتقال حرارت تشعشعی
- مدل فریم‌های چرخان یا ساکن
- مش‌های لغزان و مش‌های متحرک
- واکنش‌های و ترکیبات شیمیایی، شامل احتراق و مدل‌های واکنشی
- محاسبات لاگرانژی برای تغییر فاز از ذرات/قطرات کوچک/حباب‌ها یا شامل ترکیبی از همه با فاز یکنواخت
- افزودن ترم‌های اختیاری حجمی از گرما، جرم، مومنتوم، اغتشاش و ترکیبات شیمیایی
- جریان در محیط متخلخل
- احتراق در محیط متخلخل
- مبدل‌های حرارتی، فن‌ها، رادیاتورها و بازده آن‌ها
- جریان‌های دوفازی و چندفازی
- جریان‌های سطح آزاد با شکل‌های سطح پیچیده
- شبیه سازی جریان در تونل باد

### شبیه سازیتونل باددر فلوئنت
تونل باد نقش اصلی را در تجزیه و تحلیل عملکرد آیرودینامیک ایفا می کند، از زمان اولین پرواز، زمانی که برادران رایت از آن برای ارزیابی درگ و لیفت پروفیل های هواپیما استفاده کردند.تونل باد حرکت یک جسم (به عنوان مثال یک هواپیما یا یک ماشین) را در داخل  هوا، با قرار دادن یک مدل مقیاس ثابت جسم در داخل یک مجرا،  دمیدن یا مکنده هوا را از طریق کانال، شبیه سازی می کند. به این طریق آزمایش آن را انجام می دهند.
با استفاده از قرار گرفتن مدل در حالت تعادل نیرویی درون آن، می توان نیروهای مورد نظر مثل نیروی درگ و لیفت را اندازه گرفت.
اخیرا در حالت اتوماتیک نتایج نیرو را برای تغییر زاویه آلفا (تغییر زاویه هواپیما نسبت به نیروی هوا) در عرض چند ثانیه جمع آوری کرد که بسیار سریع تر حتی از روش های cfd می باشد.

## بازهٔ کاربرد نرم‌افزار فلوئنت
توانایی‌های گفته شده در بالا اجازه می‌دهد که فلوئنت در بازهٔ بسیار بزرگی از صنایع شامل موارد ذیل به کار گرفته شود:
- صنایع هوافضا
- توربوماشین‌ها
- کاربرد در تجهیزات پروسس و پتروشیمی
- تولید انرژی و توان
- نفت و گاز
- کاربردهای محیطی (تغییرات وضع آب و هوا)
- صنایع خودرو
- مبدل‌های حرارتی
- الکترونیک (نیمه‌هادی‌ها و همچنین خنک‌سازی قطعات الکترونیک)
- تهویه مطبوع و تبرید (چگالش)
- فرایند مواد
- تحقیقات آتش و طراحی معماری